# Giuseppe Brotzu
Giuseppe Brotzu, né à Cagliari le 24 janvier 1895 et mort dans cette même ville le 8 avril 1976, est un pharmacologue et un homme politique italien.
Il a découvert un antibiotique, la céphalosporine.

## Biographie
Giuseppe Brotzu est né à Cagliari, en Sardaigne.
Diplômé de l'université de Cagliari en 1919, il se spécialise en hygiène à l'université de Sienne en 1922. Il obtient un titre en médecine et chirurgie à l'université de Bologne in 1925.
Il devient professeur à l'université de Modène et de Reggio d'Émilie en 1932. Entre 1939 et 1943, il est recteur de l'université de Cagliari.

## Recherches scientifiques
Giuseppe Brotzu est le découvreur des antibiotiques à base de céphalosporine, qui ont été isolés à partir de cultures de Cephalosporium acremonium en 1948. Il a découvert que ces cultures produisaient des substances actives contre Salmonella typhi, la cause de la fièvre typhoïde.
Il a été déclaré Laurea ad Honorem de l'Université d'Oxford en 1971 et proposé pour le prix Nobel.

## Carrière politique
Giuseppe Brotzu a été élu président de la région Sardaigne en 1955 et maire de Cagliari en 1960.

### Crédits de traduction
- (en) Cet article est partiellement ou en totalité issu de l’article de Wikipédia en anglais intitulé « Giuseppe Brotzu » (voir la liste des auteurs).